# Михалёво (Сергиево-Посадский район)
Михалёво — деревня в Сергиево-Посадском районе Московской области, в составе муниципального образования Сельское поселение Шеметовское (до 29 ноября 2006 года входила в состав Кузьминского сельского округа).

## Население
| 2002 | 2006 | 2010 |
| ---- | ---- | ---- |
| 5    | →5   | →5   |

## География
Михалёво расположено примерно в 36 км (по шоссе) на север от Сергиева Посада, в ммеждуречье левых притоков реки Дубны — Кубжи и Корешковки, высота центра деревни над уровнем моря — 156 м. Деревня связана автобусным сообщением с райцентром и соседними населёнными пунктами. На 2016 год в деревне зарегистрировано 2 садовых товарищества.